# Charon (thần thoại)

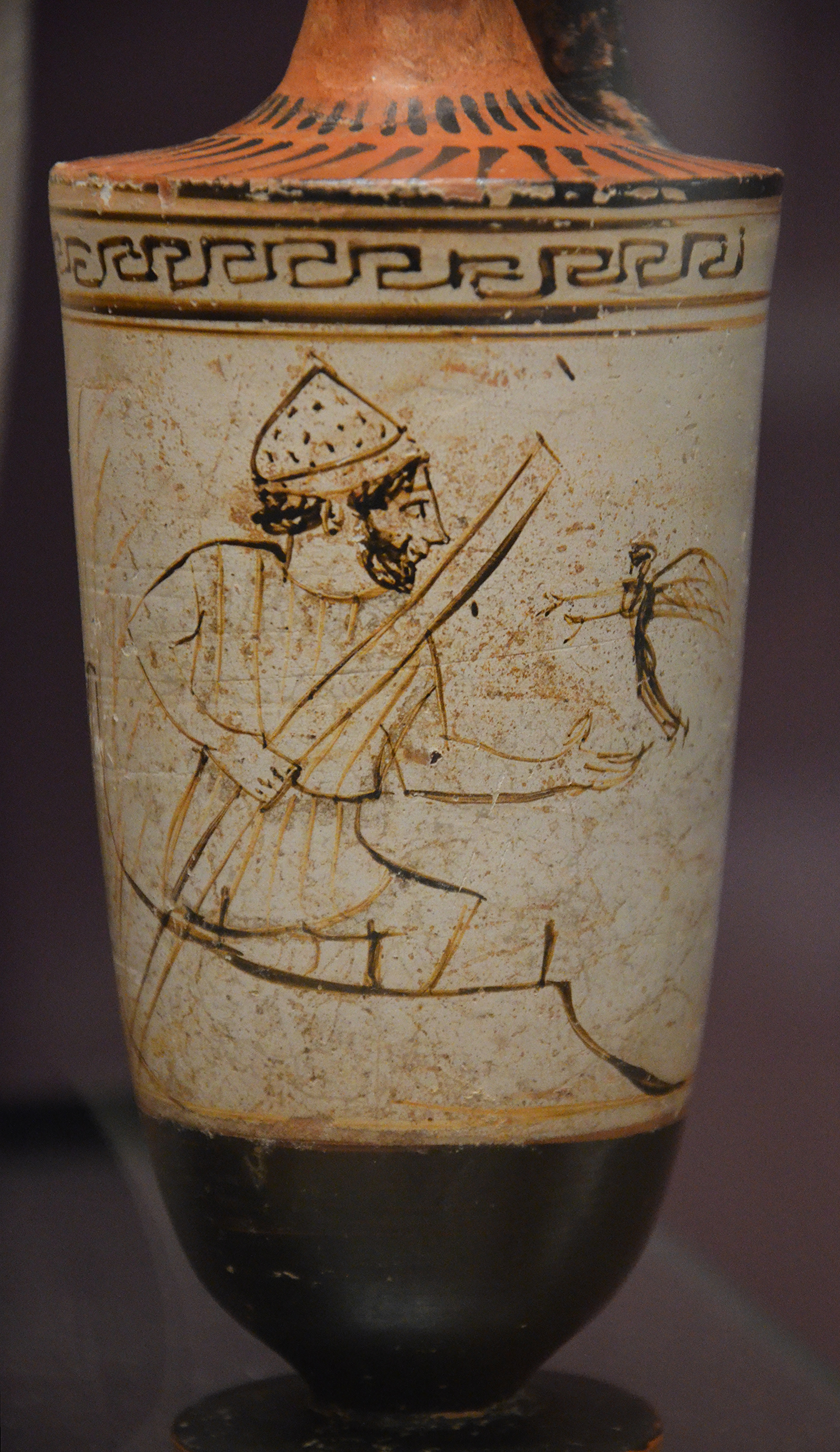
Một charos chào đón linh hồn lên thuyền, tranh khoảng năm 500-450 TCN

Trong thần thoại Hy Lạp, Charon hay Kharon là người lái đò dưới địa ngục Hades, có nhiệm vụ chở những linh hồn người mới chết qua sông Styx. Công chuyên chở của Charon, thường là một đồng xu obolus hoặc danake, đôi khi được đặt trong hoặc trên miệng của người chết. [1] Một số tác giả nói rằng những người không thể trả phí cho Charon, hoặc những người có cơ thể bị bỏ quên, phải lang thang trên bờ biển ngăn cách trong một trăm năm. Trong thần thoại catabocation, các anh hùng - như Aeneas, Dionysus, Heracles, Hermes, Odysseus, Orpheus, Pirithous, Psyche, Theseus và Sisyphus - với hành trình đến thế giới ngầm và trở về còn sống, được Charon chở đi và về.